# Estación Tachima

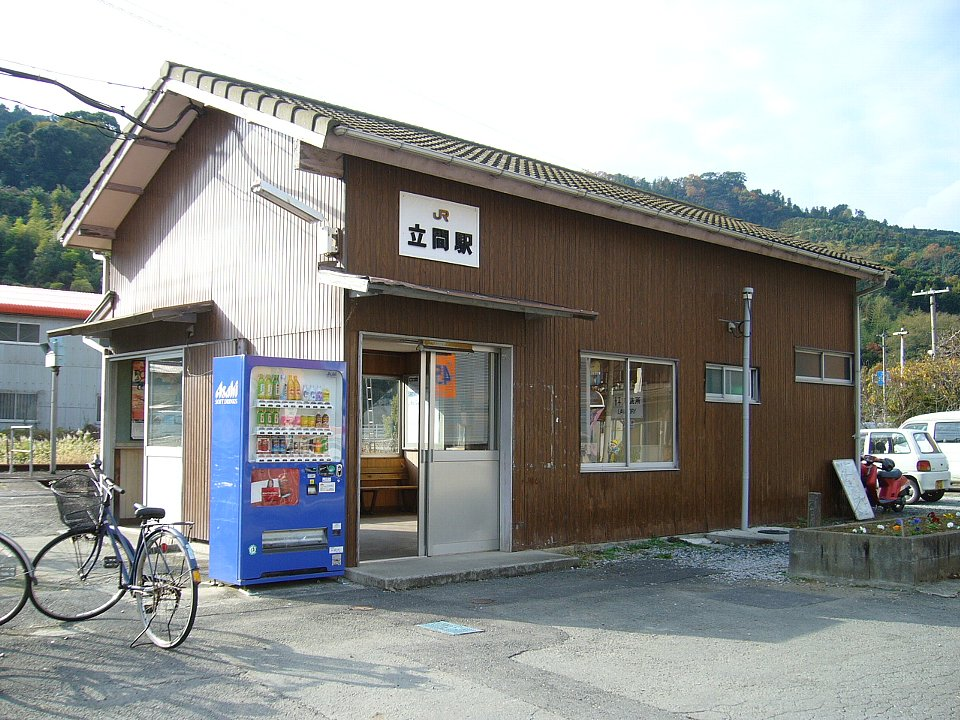
Edificio de la estación de Tachima

La estación Tachima (立間駅 Tachima-eki?) es una estación de la línea Yosan de la Japan Railways que se encuentra en la ciudad de Uwajima de la prefectura de Ehime. El código de estación es el "U24".

## Estación de pasajeros
Cuenta con una única plataforma, con vías a ambos lados. La plataforma cuenta con dos andenes (andenes 1 y 2). El andén 2 es el principal y el andén 1 se utiliza para permitir el sobrepaso a los servicios rápidos. 

### Andenes
| 1 | ● Línea Yosan | Hacia Yawatahama, Oozu, Uchiko, Iyo, Matsuyama, Hojo, Imabari, Nyugawa y Saijo (los servicios rápidos no se detienen) |
| 1 | ● Línea Yosan | Hacia Uwajima (los servicios rápidos no se detienen)                                                                  |
| 2 | ● Línea Yosan | Hacia Yawatahama, Ōzu, Uchiko, Iyo y Matsuyama                                                                        |
| 2 | ● Línea Yosan | Hacia Uwajima |

## Alrededores de la estación
- Paso de Hoketsu (法華津峠 Hoketsu-tōge?)
- Oficina de correos de Tachima

## Historia
- 1941: el 2 de julio se inaugura la estación Tachima.
- 1987: el 1° de abril pasa a ser una estación de la división Ferrocarriles de Pasajeros de Shikoku de la Japan Railways.

## Estación anterior y posterior
- Línea Yosan 
  - Estación Shimouwa (U23)  <<  Estación Tachima (U24)  >>  Estación Iyoyoshida (U25)